# Satz von Erdős-Wintner
Der Satz von Erdős-Wintner ist ein wichtiger Satz aus der stochastischen Zahlentheorie. Der Satz nennt Bedingungen, unter denen die Verteilung einer additiven Funktion gegen einen Grenzwert konvergiert.
Der Satz ist nach Paul Erdős und Aurel Wintner benannt. Es handelt sich um eine Variante des Dreireihensatzes von Kolmogorow.

## Einführung in die stochastische Zahlentheorie
Als additive Funktion bezeichnen wir eine Funktion mit der Eigenschaft
{\displaystyle f(mn)=f(n)+f(m)}
für alle teilerfremden positiven ganzen Zahlen {\displaystyle n,m}.

### Verteilungen und ihr Grenzwert
In der stochastischen Zahlentheorie betrachtet man zahlentheoretische Funktionen
{\displaystyle f:\mathbb {N} \to \mathbb {R} \quad } oder {\displaystyle \quad f:\mathbb {N} \to \mathbb {C} }
als Zufallsvariablen. Dann lässt sich eine diskrete Verteilung auf {\displaystyle \{n\in \mathbb {N} :n\leq N\}} definieren mit der Verteilungsfunktion
{\displaystyle F_{f,N}(z)=P(f\leq z):={\frac {1}{N}}|\{n\in \mathbb {N} :n\leq N,f(n)\leq z\}|}
für {\displaystyle z\in \mathbb {R} }, wobei {\displaystyle |\cdot |} die Kardinalität bezeichnet. 
Wir sind nun an Bedingungen interessiert, unter denen {\displaystyle f} in Verteilung konvergiert (bzw. {\displaystyle F_{f,N}} schwach konvergiert, d. h. 
{\displaystyle F_{f}(z)=\lim \limits _{N\to \infty }F_{f,N}(z),\quad \forall z\in {\mathcal {C}}(F_{f}),}
wobei {\displaystyle {\mathcal {C}}(F_{f})} die Menge der Punkte bezeichnet, auf der die Funktion stetig ist).

## Satz von Erdős-Wintner
Sei {\displaystyle {\mathcal {P}}} die Menge der Primzahlen.
Eine additive reelle Funktion {\displaystyle f} hat genau dann eine Grenzwertverteilung, wenn es ein {\displaystyle R>0} gibt, so dass die drei Reihen
a) {\displaystyle \quad \sum \limits _{p\in {\mathcal {P}},|f(p)|>R}{\frac {1}{p}},\qquad \qquad } b) {\displaystyle \quad \sum \limits _{p\in {\mathcal {P}},|f(p)|\leq R}{\frac {f(p)}{p}}\qquad \qquad } c) {\displaystyle \quad \sum \limits _{p\in {\mathcal {P}},|f(p)|\leq R}{\frac {f(p)^{2}}{p}}}
konvergieren, wobei hier {\displaystyle p\in {\mathcal {P}}} andeuten soll, dass die Reihen über alle Primzahlen zu bilden sind.

### Erläuterungen
{\displaystyle R} ist hier eine positive reelle Zahl und die Summen laufen über Mengen von Primzahlen. Falls die drei Reihen für ein {\displaystyle R>0} konvergieren, so konvergieren sie für alle {\displaystyle R>0} und es kann deshalb auch {\displaystyle R:=1} gewählt werden.
Im Falle der Konvergenz lautet die charakteristische Funktion der Grenzwertverteilung
{\displaystyle \varphi _{f}(t)=\prod \limits _{p\in {\mathcal {P}}}\left(1-{\frac {1}{p}}\right)\sum \limits _{\nu =0}^{\infty }\exp \left(\mathrm {i} tf(p^{\nu })\right)p^{-\nu },}
wobei hier auch wieder {\displaystyle p\in {\mathcal {P}}} bedeutet, dass das unendliche Produkt über alle Primzahlen zu bilden ist.